# Стрельцов, Владимир Фёдорович
Владимир Фёдорович Стрельцов (1909—1978) — Гвардии полковник Советской Армии, участник Великой Отечественной войны, Герой Советского Союза (1945).

## Биография
Владимир Стрельцов родился 24 июня 1909 года в Самарканде. Окончил четыре курса рабфака в Москве. В 1933 году Стрельцов был призван на службу в Рабоче-крестьянскую Красную Армию. в 1935 году он окончил Ворошиловградскую военную авиационную школу пилотов, в 1941 году — курсы усовершенствования командного состава. С декабря того же года — на фронтах Великой Отечественной войны.
К июлю 1944 года гвардии подполковник Владимир Стрельцов был штурманом 75-го гвардейского штурмового авиаполка (1-й гвардейской штурмовой авиадивизии, 1-й воздушной армии, 3-го Белорусского фронта). К тому времени он совершил 202 боевых вылета на штурмовку скоплений боевой техники и живой силы противника, нанеся ему большие потери.
Указом Президиума Верховного Совета СССР от 23 февраля 1945 года гвардии подполковник Владимир Стрельцов был удостоен высокого звания Героя Советского Союза с вручением ордена Ленина и медали «Золотая Звезда».
После окончания войны Стрельцов продолжил службу в Советской Армии. В 1954 году в звании полковника он был уволен в запас. Проживал в Ростове-на-Дону. Скончался 19 июля 1978 года.

## Награды
Был также награждён пятью орденами Красного Знамени, орденами Александра Невского, Отечественной войны 1-й степени и Красной Звезды, рядом медалей.